# Päpstliche Universität Bolivariana

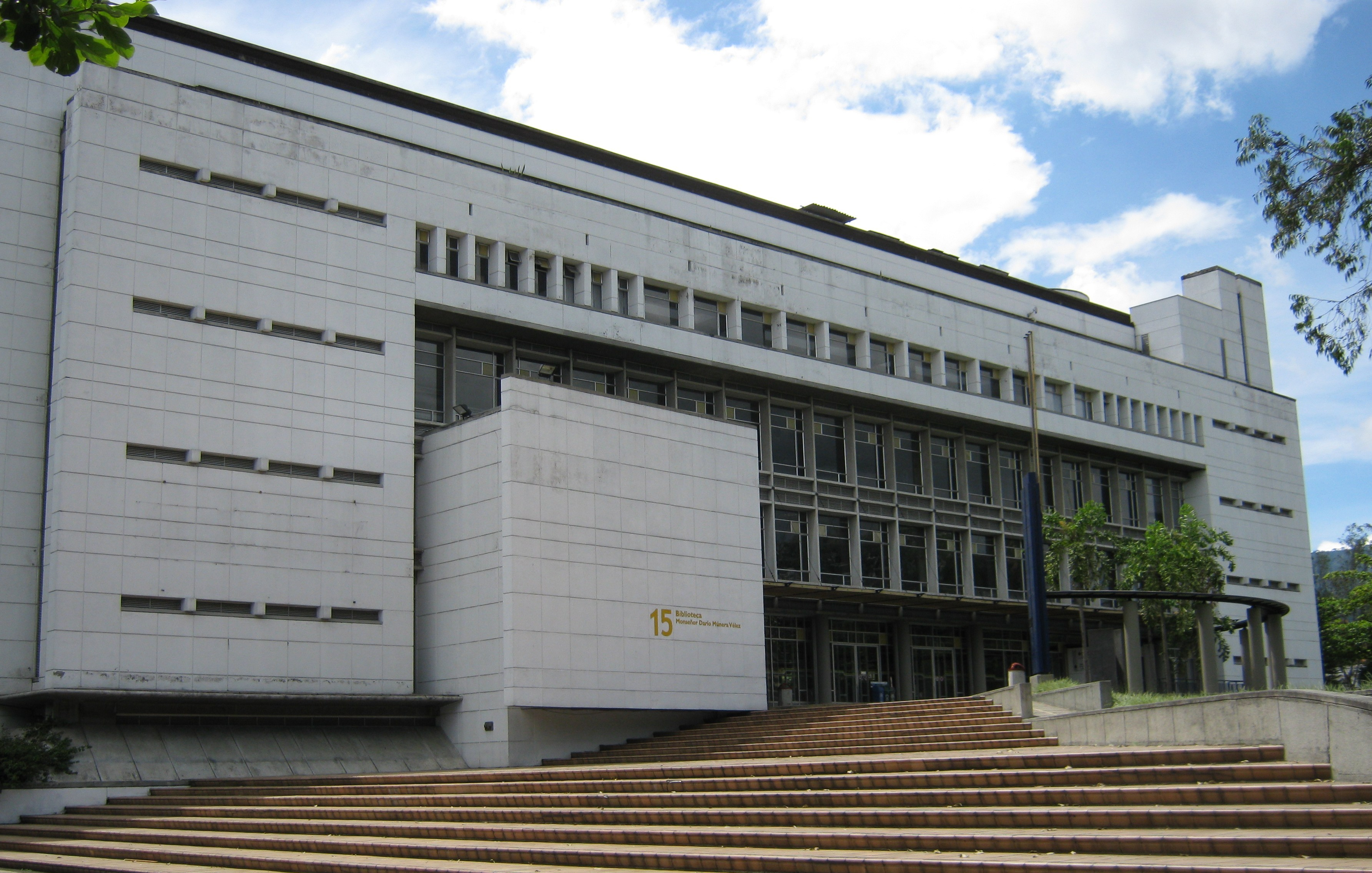
Zentralbibliothek

Die Päpstliche Universität Bolivariana (span.: Universidad Pontificia Bolivariana, kurz: UPB) ist eine kolumbianische Universität päpstlichen Rechts.
Die Universität wurde am 15. September 1936 durch den Erzbischof von Medellín, Tiberio Salazar Herrera, als Katholische Universität Bolivariana gegründet. 1945 erfolgte durch Papst Pius XII. die Erhebung zu einer Universität päpstlichen Rechts. Der Geist der Universität stellt auf den Espíritu Bolivariano ab, einer Philosophie von José Manuel Sierra begründet auf Simón Bolívar.
Neben dem Hauptsitz in Medellín befinden sich Ableger in Bogotá, Bucaramanga, Montería und Palmira. Über 21.000 Studenten sind in 77 Bachelorprogrammen, 24 Masterprogrammen und 7 Doktoratsstudienprogrammen eingeschrieben (2006).

## Fakultäten
- Architektur und Design
- Gesundheitswissenschaften
- Wirtschaftswissenschaften
- Sozialwissenschaften
- Rechts- und Politikwissenschaften
- Erziehungswissenschaften
- Ingenieurwissenschaften
- Theologie, Philosophie und Geisteswissenschaften